# Fáziseltolódás
Egyenáramú hálózatokban az áram és a feszültség időben egybeesik, viszont váltakozó áramú hálózatokban csak ideális esetben vannak egymással fázisban (amikor nincs közöttük időbeni eltérés). A szinuszos változás közben az áram a feszültséghez képest vagy siet (kapacitív tag esetén), vagy késik (induktív tag esetén). A két görbe egymáshoz képest időben el van tolva. Az áram és a feszültség által bezárt szög a fázisszög, melynek a jele {\displaystyle \varphi } (fí). Ezt az eltolódást fáziseltolódásnak nevezzük.

## Elmélete
Váltakozó áramú körökben csak ideális esetben van az a helyzet, amikor a feszültség és az áram időben egybeesik, egymáshoz viszonyítva nincs eltérés. Ekkor az általuk bezárt szög φ=0. Ez csak ideális hálózatokra jellemző. A hatásos teljesítményből levezethetően P=U×I×cos φ ebből a cos φ=P/(U×I) Ezt a cos φ-t nevezik fázistényezőnek.

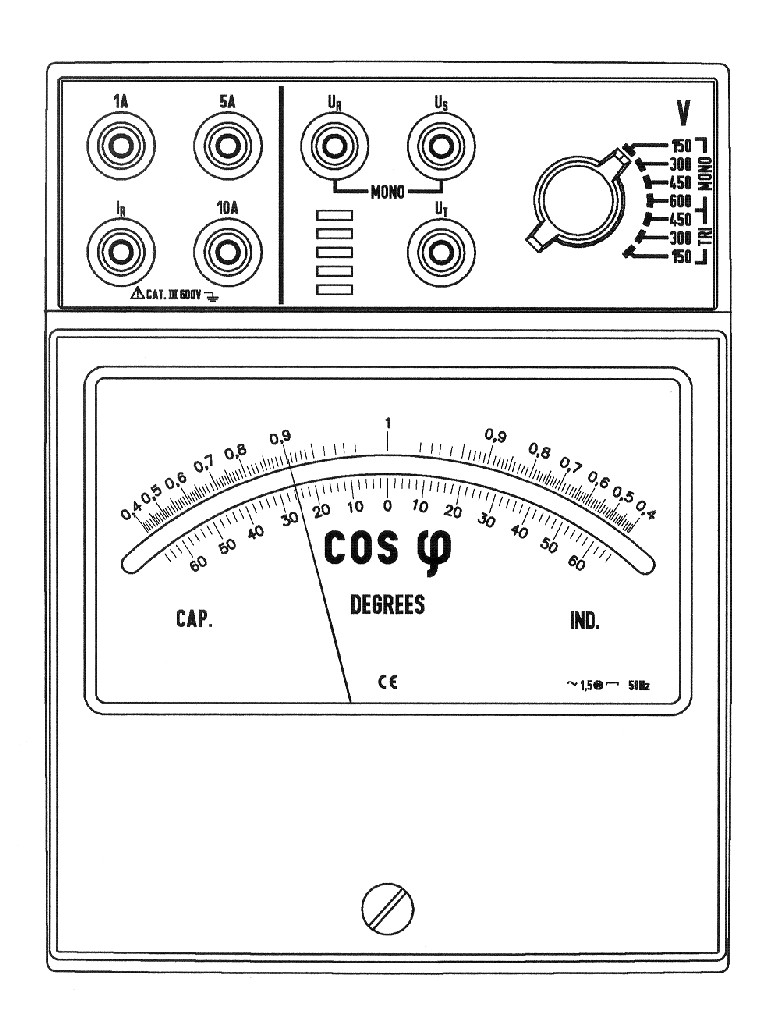
Hordozható fázismutató. cos φ mérő.

## Jelentősége

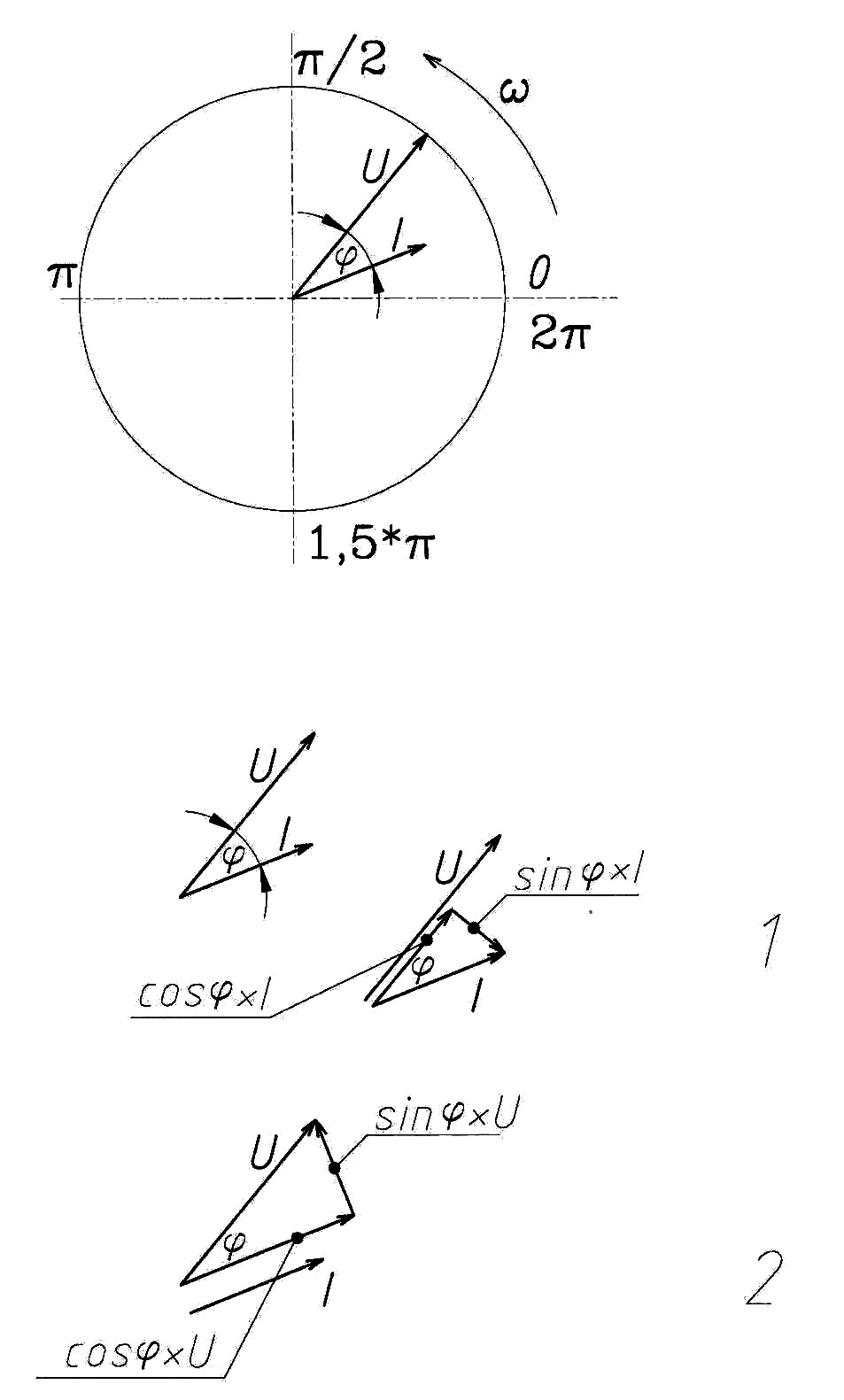
A teljesítménytényező hatása

A generátor {\displaystyle S} látszólagos teljesítményéből annak csak egy része hasznosul hatásos teljesítmény formájában. Mivel az áram és a feszültség egymással szöget zár be, így egy adott időpillanatban vizsgálva annak csak az arra az időpillanatra eső vektora hasznosul – ugyanis ennek a nagysága a bezárt szögtől függ, ami megegyezik a {\displaystyle \cos \varphi }-szeresével. Így a hatásos teljesítmény {\displaystyle P=U\cdot I\cdot \cos \varphi } mechanikai munkaként (vagy hőleadásként), míg a meddő teljesítmény {\displaystyle Q=U\cdot I\cdot \sin \varphi } – veszteségként jelentkezik. A meddő teljesítmény a berendezés körüli villamos illetve mágneses tér fenntartására fordítódik.

## Fázisjavítás
A fáziseltolódás általában induktív irányba mutat, amit a hálózatra kapcsolt induktív jellegű fogyasztó (transzformátor, villamos motor stb.) okoz.
Amennyiben egy hálózaton induktív és kapacitív jellegű eszközök is vannak, úgy az rezgőkört alkot. cos φ =1 esetén a rezgőkör frekvenciája éppen egybeesik a hálózat frekvenciájával, ami minimális eltérés esetén is jelentős kilengésekhez vezet az áram és feszültség tekintetében. Emiatt a fázisjavítás célja sosem az 1 hanem egy ahhoz közeli érték elérése.

### Javítása kondenzátorral
A fáziseltolódáson az áramkörbe kapcsolt ún. fázisjavító kondenzátorral segítenek. Ennek (vagy ezeknek) a hatására az áram sietni fog a feszültséghez képest, ami azt eredményezi, hogy az induktív tagok miatt az áram feszültséghez viszonyított késése kisebb lesz. Ennek révén a bezárt szög ({\displaystyle \varphi }) csökken, közelít a {\displaystyle \varphi =0} értékhez, így a {\displaystyle \cos \varphi =1} értékhez.

### Javítása üresen járó szinkronmotorokkal
A szinkronmotorok bizonyos állandó terhelésnél, üresjárásnál {\displaystyle \cos \varphi =1}-gyel járnak. Nagyobb gerjesztésnél a hálózatba előresiető áramot adnak le. A szinkronmotor gerjesztése egy, a hálózatra kapcsolt feszültség-gyorsszabályozóval vezérelhető. Az így leadott előresiető áram kapacitív irányba tolja el a hálózatot, minek a hatására az áram és feszültség által bezárt szög ({\displaystyle \varphi }) csökken, közelít a {\displaystyle \varphi =0} értékhez, így a {\displaystyle \cos \varphi =1} értékhez.